# Championnat du Maroc de football 2002-2003
Navigation
Botola
2001-2002 Botola
2003-2004
Le Championnat du Maroc de football 2002-2003 est la 87e édition du championnat du Maroc de football. Elle voit le sacre du Hassania d'Agadir pour la deuxième année consécutive.

## Compétition

### Classement
| Rang | Équipe                        | Pts | J  | G  | N  | P  | Bp | Bc | Diff |
| ---- | ----------------------------- | --- | -- | -- | -- | -- | -- | -- | ---- |
| 1    | Hassania d'Agadir T           | 54  | 30 | 14 | 12 | 4  | 32 | 14 | +18  |
| 2    | Raja CA                       | 52  | 30 | 13 | 13 | 4  | 36 | 18 | +18  |
| 3    | Wydad AC                      | 52  | 30 | 13 | 13 | 4  | 25 | 15 | +10  |
| 4    | CODM de Meknès                | 52  | 30 | 14 | 10 | 6  | 25 | 16 | +9   |
| 5    | Maghreb de Fès                | 49  | 30 | 13 | 10 | 7  | 34 | 20 | +14  |
| 6    | Olympique Club de Khouribga   | 44  | 30 | 12 | 8  | 10 | 27 | 24 | +3   |
| 7    | Chabab Mohammédia P           | 37  | 30 | 8  | 13 | 9  | 23 | 26 | -3   |
| 8    | Jeunesse sportive El Massira  | 34  | 30 | 7  | 13 | 10 | 25 | 32 | -7   |
| 9    | FAR de Rabat CdT              | 33  | 30 | 7  | 12 | 11 | 27 | 29 | -2   |
| 10   | Tihad Sportif Club D          | 33  | 30 | 6  | 15 | 9  | 23 | 27 | -4   |
| 11   | Ittihad Zemmouri de Khémisset | 33  | 30 | 6  | 15 | 9  | 22 | 30 | -8   |
| 12   | Renaissance de Settat         | 32  | 30 | 7  | 11 | 12 | 19 | 26 | -7   |
| 13   | Kawkab de Marrakech           | 32  | 30 | 7  | 11 | 12 | 25 | 34 | -9   |
| 14   | KAC de Kénitra P              | 31  | 30 | 6  | 13 | 11 | 20 | 24 | -4   |
| 15   | IR Tanger                     | 30  | 30 | 7  | 9  | 14 | 22 | 38 | -16  |
| 16   | FUS de Rabat ↓                | 27  | 30 | 5  | 12 | 13 | 13 | 27 | -14  |

Qualifications africaines
- Ligue des champions de la CAF 2004
- Ligue des champions de la CAF 2004
- Coupe de la confédération 2004
- Coupe de la confédération 2004
- Ligue des champions arabes 2003-2004
- Relégation en Botola 2 2003-2004

Abréviations
T : Tenant du titre

V : Vice-champion

CdT : Vainqueur de la Coupe du Trône 2002-2003

P : Promus de Botola 2 2001-2002

D : Disparition de la section football du club à la suite de sa fusion avec le FUS de Rabat.

## Statistiques
- Meilleur buteur : 14 buts, Mustapha Bidodane (Raja de Casablanca)
- Meilleure attaque : 36 buts, Raja de Casablanca
- Meilleure défense : 12 buts, Hassania d'Agadir
- Matches nuls : 190

## Bilan de la saison
| Championnat du Maroc de football 2002-2003                        |                              |
| Champion                                                          | Hassania d'Agadir (2e titre) |
| Coupes et trophées                                                |                              |
| Vainqueur de la Coupe du Trône 2002-2003                          | FAR de Rabat                 |
| Qualifications continentales                                      |                              |
| Ligue des champions de la CAF 2004                                | Hassania d'Agadir            |
| Ligue des champions de la CAF 2004                                | Raja CA                      |
| Coupe de la confédération 2004                                    | Wydad AC                     |
| Coupe de la confédération 2004                                    | FAR de Rabat                 |
| Ligue des champions arabes 2003-2004                              | Hassania d'Agadir            |
| Ligue des champions arabes 2003-2004                              | Maghreb de Fès               |
| Promotions et relégations                                         |                              |
| Promus en Championnat du Maroc de football                        | Association sportive de Salé |
| Promus en Championnat du Maroc de football                        | Mouloudia d'Oujda            |
| Relégués en Championnat du Maroc de football de deuxième division | FUS de Rabat                 |